# 基恩 (北達科他州)
基恩（英語：Keene）是位於美國北達科他州麥肯齊縣的非建制地區。

## 歷史
基恩的郵局自1911年營運至今。

## 地理
基恩所處的海拔為高於海平面711米（即2333英呎），而該地所採用的時區為UTC-7，即北美山地时区（MST）。同時該地設有夏令時間，為UTC-7調快一小時，即UTC-6（MDT）。